# Nørre Alslevs kommun
Nørre Alslevs kommun var en kommun i Storstrøms amt i Danmark. Kommunen hade knappt 10 000 invånare (2004) och en yta på 181,2 km². Nørre Alslev var centralort. Kommunen gick upp i Guldborgsunds kommun 2007.